# Gagea mauritanica
La gagea mauritànica (Gagea mauritanica) és una espècie de la família de les liliàcies endèmica de l'oest del Mediterrani: Algèria, Sud d'Itàlia, Sud de França... En tot l'estat espanyol només té dues poblacions conegudes a l'illa de Mallorca, fet que va provocar que es catalogués com espècie en perill crític d'extinció a la llista vermella de la flora amenaçada que elabora el MITECO (quan només s'havia trobat en una primera localitat)

## Descripció
Als Països Catalans hi ha una desena d'espècies del gènere Gagea, bastant similars entre elles: amb flors estelades amb 6 tèpals de color groguenc (sovint verdoses pel costat de fora), que surten d'uns bulbs subterranis i tenen fulles primes, més aviat linears. La majoria d'elles alternen la reproducció asexual, a través dels bulbs, amb la reproducció sexual quan floreixen. La gagea mauritànica viu en erms terofítics calcícoles, unes comunitats on predominen les espècies anuals, que poden restar indetectables durant les èpoques desfavorables i només apareixen quan plou. Per això podria ser més abundant del que sembla, per que poden existir exemplars que no arribin a florir i es reprodueixin només vegetativament (com és el cas d'alguna població de França que només s'ha trobat en estat vegetatiu).
Quan arriba a florir, es diferencia de les altres per no tenir fulles a la tija i per tenir els pedicels i unes fulles bracteals modificades (que surten sota de la flor) més o menys peludes (pubescents).

## Sinònims
Gagea apulica Peruzzi & J.-M.Tison és el nom que li han donat a les poblacions de Sicília.